# Philipp Feldmann (Politiker)
Philipp Feldmann (in amtlichen Dokumenten Philipp Feldmann VII.) (* 13. Mai 1868 in Armsheim; † 1. Januar 1946 ebenda) war ein deutscher Politiker (DDP) und Abgeordneter des Landtags des Volksstaates Hessen in der Weimarer Republik.

## Familie und Beruf
Philipp Feldmann, der evangelischer Konfession war, war der Sohn des Ackersmanns Heinrich Karls Feldmann und dessen Frau Barbara geborene Huber. Er heiratete 1908 Anna Magdalena, geborene Eger.
Philipp Feldmann arbeitete als Landwirt in Armsheim.

## Politik
Philipp Feldmann war 1908 bis 1910 Gemeinderatsmitglied und danach Beigeordneter seines Heimatortes. Ab 1912 war er Bürgermeister in Armsheim. Er gehörte dem Landtag von 1919 bis 1921 als Nachfolger von Theodor Windisch an.